# 安武方清
安武方清（生年不詳—卒年不詳）是日本戰國時代至江戶時代初期的武將。大友氏、立花氏家臣。筥崎宮座主、法印、大僧正。父親是安武鎮政（有異說）。

## 生平
生年不詳。在父母離婚後，因為母親成為立花道雪的繼室，於是成為道雪的養子。後來成為大友義鎮（宗麟）的從兄弟兼筥崎宮座主麟清的養子。
天正6年（1578年）12月1日，道雪與高橋紹運在筑前的領地進行了全面性的軍事物資動員防衛體制，各自在立花山城、寶滿山城、岩屋城進行籠城防備戦，此時方清受道雪之命，率領自身組織的箱崎黨4百餘僧兵與其家臣城戶知正、城戶清種父子亦加入防衛，與龍造寺隆信、秋月種實、筑紫廣門等對峙拒戰。廣門派家臣島鎮慶為使者一時謀騙了道雪進行講和，隆信遂班師。
天正14年（1586年），在島津氏開始侵攻筑前國之際，亦再次率箱崎黨4百餘僧兵協助道雪的養子立花宗茂在立花山城砦群堅守。天正15年（1587年）8月，成為大僧正。
天正14年（1586年），在九州征伐後，小早川隆景成為筑前國主。天正19年（1591年），在隆景於箱崎和多多良濱建造新橋時，擔任現場指揮。
之後隨立花宗茂前往筑後柳川城，因立花・戸次一族之立花鎮林(戸次鎮林)沒有留下子嗣便戰死於朝鮮出兵期間的碧蹄館之戰，於是由方清繼承其名跡而改姓戸次。
慶長5年（1600年），在關原之戰後，立花宗茂被改易。翌年（1601年），出家並以茂庵為號，把家督讓予養子豪清。元和6年（1620年），在宗茂從陸奧國棚倉移封為柳川藩藩主時，受賜2百石，並改姓東氏。豪清亦受賜3百石。卒年不詳。

## 子孫
子孫成為柳川藩士。現今在柳川市有以茂庵為名的茂庵町（茂庵小路）。

## 外部連結
- 武家家伝＿安武氏 （页面存档备份，存于）

## 出典
- 筑前博多史料豊前覚書　城戸清種著、川添 昭二校訂、文献出版、昭55

1. ↑  『史料綜覧 巻11』 p.161
2. ↑  『豊前覚書』（五）立花御籠城の次第 P.81~83、P.129~130